# Baldwin II de Courtenay
Baldwin II de Courtenay (ur. 1217, zm. październik 1273) – cesarz łaciński w latach 1228–1261.

## Życiorys

Herb Cesarstwa

Baldwin II był synem cesarza Piotra II i jego żony Jolanty Flandryjskiej, bratem cesarza Roberta de Courtenay. Cesarzem został w wieku 11 lat, po śmierci brata Roberta. 
Przejście korony cesarskiej na Baldwina dało rządzącym Cesarstwem asumpt do rozerwania zagrażającego ich państwu układu sił. Od zachodu do zdobycia Konstantynopola parli wspólnie, jakkolwiek z różnych pobudek: Teodor Angelos Dukas Komnen, cesarz Tesaloniki i Iwan Asen II – car Bułgarii. Teodor tytułując się basileusem i autokratorem Romajów zmierzał do przywrócenia Cesarstwa Bizantyńskiego. Iwan Asen II, jak niegdyś Symeon do stworzenia bułgarsko-bizantyńskiego imperium. Na wschodzie zamiar odbudowy Cesarstwa Bizantyńskiego głosił cesarz nicejski Jan III Dukas Watatzes.
Wykorzystując rozbieżności interesów pomiędzy sprzymierzeńcami łacinnicy zaproponowali objęcie regencji carowi bułgarskiemu upatrując w nim jedyną siłę zdolną obronić Konstantynopol przed Bizantyńczykami. Związki obydwu państw miały zostać umocnione przez małżeństwo córki cara Heleny z Baldwinem II. W tej sytuacji Teodor Dukas Komnen zerwał sojusz łączący go z Bułgarami i zaatakował państwo cara. W bitwie pod Kłokotnicą wiosną 1230 roku poniósł klęskę i dostał się do niewoli, a jego państwo rozpadło się. 
Wobec klęski bezpośrednio zagrażającego Konstantynopolowi Teodora, regencję w państwie powierzono w 1231 roku sędziwemu Janowi z Brienne, królowi jerozolimskiemu. W tej sytuacji Iwan II Asen zmienił orientację swej polityki i wiosną 1235 roku, w zdobytym właśnie przez Jana III Watatzesa na Cesarstwie Łacinskim Galipolis car bułgarski zawarł układ o wzajemnej pomocy z cesarzem nicejskim. Porozumienie zostało przypieczętowane zaślubinami przeznaczonej dla Baldwina II Heleny z synem cesarskim Teodorem. 
W 1235 roku sojusznicy rozpoczęli oblężenie Konstantynopola. Nadejście zimy zmusiło ich do przerwania kroków wojennych, ale wiosną rozpoczęli je na nowo. Młody cesarz Baldwin udał się na dwory europejskie po pomoc dla zagrożonego Konstantynopola. Ostatecznie z odsieczą Konstantynopolowi, która rozerwała siły oblegających, przypłynął wówczas Gwido I de la Roche, książę Achai. Szczęściem dla Baldwina i Jana z Brienne, car bułgarski po raz kolejny zmienił wówczas kierunek swojej polityki uznając zapewne, że słabe Cesarstwo Łacińskie jest o wiele lepszym sąsiadem Bułgarii niż potężne Cesarstwo Nicejskie. Jeszcze w tym samym roku Iwan Asen II wraz z Kumanami i łacinnikami podjął wrogie kroki przeciw Janowi II Watatzesowi, atakując nicejską twierdzę w Tracji – Tzurullon. Jednak w roku następnym po raz kolejny zmienił front. Pod wpływem zarazy w Tyrnowie, w wyniku której zmarli: żona i syn cara oraz bułgarski patriarcha Tyrnowa, Iwan wycofał się z oblężenia Tzurullonu i zawarł pokój z cesarzem nicejskim. Car bułgarski zmarł w 1241 roku, a w następnym roku najazd mongolski złamał potęgę bułgarskiego państwa. Baldwin II pozostał sam przeciw Janowi III Watatzesowi, który jednak następne lata poświęcił odzyskiwaniu terytoriów w Grecji.
Państwo trapiły tak poważne kłopoty finansowe, że aby otrzymać pożyczkę od kupców weneckich Baldwin musiał im oddać w zastaw swego syna Filipa. Kres Cesarstwa nastąpił zupełnie niespodziewanie. Latem 1261 roku wódz bizantyński Aleksy Strategopulos wysłany na czele nieznacznych sił do Tracji w celu pilnowania granicy bułgarskiej, przeciągając w pobliżu Konstantynopola dowiedział się od napotkanego Greka, że miasto jest faktycznie ogołocone z wojska. Rozejm zawarty w sierpniu 1260 roku jeszcze był w mocy i flota wenecka wraz z większą częścią garnizonu łacińskiego znajdowała się na jednej z wysp Morza Czarnego. Strategopulos zdecydował szybko i o świcie 25 lipca 1261 roku wdarł się wskazanym przejściem podziemnym do miasta i zaatakował szczupły garnizon łaciński. Powracającej flocie weneckiej nie pozwoliła wysadzić na brzeg wojska ludność miasta podpalając nadbrzeże. Cesarz wraz z najbliższą rodziną i świtą umknął na okręty weneckie.

## Rodzina
19 kwietnia 1229 roku Baldwina zaręczono z Marią z Brienne, najstarszą córką Jana z Brienne i jego trzeciej żony Berengarii z Leonu. W chwili zaręczyn Maria miała cztery lata. Małżeństwo zawarto w 1234, a w 1243 urodził się syn pary – Filip.
27 maja 1267 roku Karol I Andegaweński zawarł w Viterbo pakt przyjaźni z wygnanym z Konstantynopola Baldwinem II, podpisując umowę o podziale państwa bizantyńskiego. Poręczeniem traktatu miał być ślub syna Baldwina, Filipa z córką Karola, Beatrycze. Ślub odbył się w październiku 1273 roku. Baldwin II zmarł niedługo później.